# Polybios-Chiffre
Die Polybios-Chiffre (in latinisierter Form auch: Polybius-Chiffre) ist eine monographische bipartite monoalphabetische Substitution (siehe auch: Terminologie der Kryptographie). Sie überträgt Zeichen in Zeichengruppen. Im engeren Sinn ist hiermit die Verschlüsselung von Monogrammen (Einzelzeichen) als Bigramme (Zeichenpaare) gemeint. Namensgeber der Chiffre ist der antike griechische Geschichtsschreiber Polybios (um 200–120 v. Chr.), der ein ähnliches Verfahren zur Nachrichtenübermittlung beschrieb.
Beim Verfahren wird zunächst eine quadratische Matrix, genannt die Polybios-Matrix oder das Polybios-Quadrat, mit den Buchstaben des Alphabets, hier des gewohnten lateinischen Alphabets gefüllt. Allgemein wird man ein „verwürfeltes“ Alphabet benutzen, also die Buchstaben in mehr oder weniger „zufälliger“ oder zumindest in unregelmäßiger Reihenfolge eintragen, um eine möglichst hohe kryptographische Sicherheit zu erzielen. Der Einfachheit halber ist hier (im Bild) jedoch die übliche alphabetische Reihenfolge der Buchstaben gewählt worden.
Zur Verschlüsselung der Buchstaben in Zeichenpaare sucht der Verschlüssler den jeweiligen Buchstaben in der Matrix und nimmt die entsprechenden Zeilen- und Spaltennummern als Geheimzeichenpaar. So findet man beispielsweise den Buchstaben H hier in der zweiten Zeile und dritten Spalte und würde ihn als 23 verschlüsseln.
|   | 1 | 2 | 3 | 4 | 5 |
| - | - | - | - | - | - |
| 1 | A | B | C | D | E |
| 2 | F | G | H | I | K |
| 3 | L | M | N | O | P |
| 4 | Q | R | S | T | U |
| 5 | V | W | X | Y | Z |

Aus dem Klartext HALLO wird der Geheimtext 23 11 31 31 34.
Zur optischen Übermittlung von Nachrichten wurden etwa Fackeln nacheinander in bestimmte Zinnen von zwei benachbarten Türmen aufgestellt, beispielsweise im linken Turm eine Fackel an Position 2 und im rechten Turm eine Fackel an Position 3. Der Empfänger der Nachricht konnte aus der Ferne die Fackelpositionen beobachten und mit Hilfe seines eigenen Polybios-Quadrats dies als Verschlüsselung des Buchstabens H erkennen. So konnte er den übermittelten Geheimtext wieder entschlüsseln. Der antike griechische Geschichtsschreiber Polybios beschreibt ein ähnliches Verfahren im zehnten Band seiner Historien (Kapitel 45) und gibt an, es selbst verbessert zu haben.
Eine geradezu klassische Anwendung fand die Polybius-Chiffre im Klopfcode der Gefängniskommunikation. Die sogenannten Geheimrunen basieren auf einem ähnlichen Prinzip.
Die Polybios-Chiffre wurde sogar noch im 20. Jahrhundert als Bestandteil komplexerer Verschlüsselungsmethoden benutzt, wie beispielsweise bei dem im Ersten Weltkrieg eingesetzten ADFGX-Verfahren.